# Oberboihingen
Oberboihingen ist eine Gemeinde im Landkreis Esslingen in Baden-Württemberg. Sie gehört zur Region Stuttgart (bis 1992 Region Mittlerer Neckar) und zur europäischen Metropolregion Stuttgart.

## Geographie

### Geographische Lage
Das Gemeindegebiet von Oberboihingen liegt naturräumlich gesehen auf der Grenze des Vorlandes der Mittleren Schwäbischen Alb zum Unterraum Nürtinger-Esslinger Neckartal der jenseits des Flusses Neckar angrenzenden Filderplatte. Das namengebende Dorf, ans rechte Ufer des oberen Neckars grenzend, zieht sich dem kleinen Nebental des Talbach folgend in den Bereich der Randhügel hoch. Es liegt in einer Entfernung von etwa drei Kilometern nordöstlich von Nürtingen und von etwa elf Kilometern südsüdöstlich der Kreisstadt Esslingen am Neckar. Der Ort wird auch vom Heuspenbächle durchflossen, das am Dorfrand in den Marbach einfließt, welcher am Beginn der Bebauung in der Neckaraue in den Fluss mündet. Die nordöstliche Gemeindegrenze verläuft auf dem Lauf des Baches Benzenfurt, der unterhalb des Ortsbereichs ebenfalls dem Neckar zufließt.

### Gemeindegliederung
Neben dem Dorf Oberboihingen gehört zu der Gemeinde noch das Hofgut Tachenhausen, das östlicher davon auf dem rechten Randhügel des Talbachs liegt. 

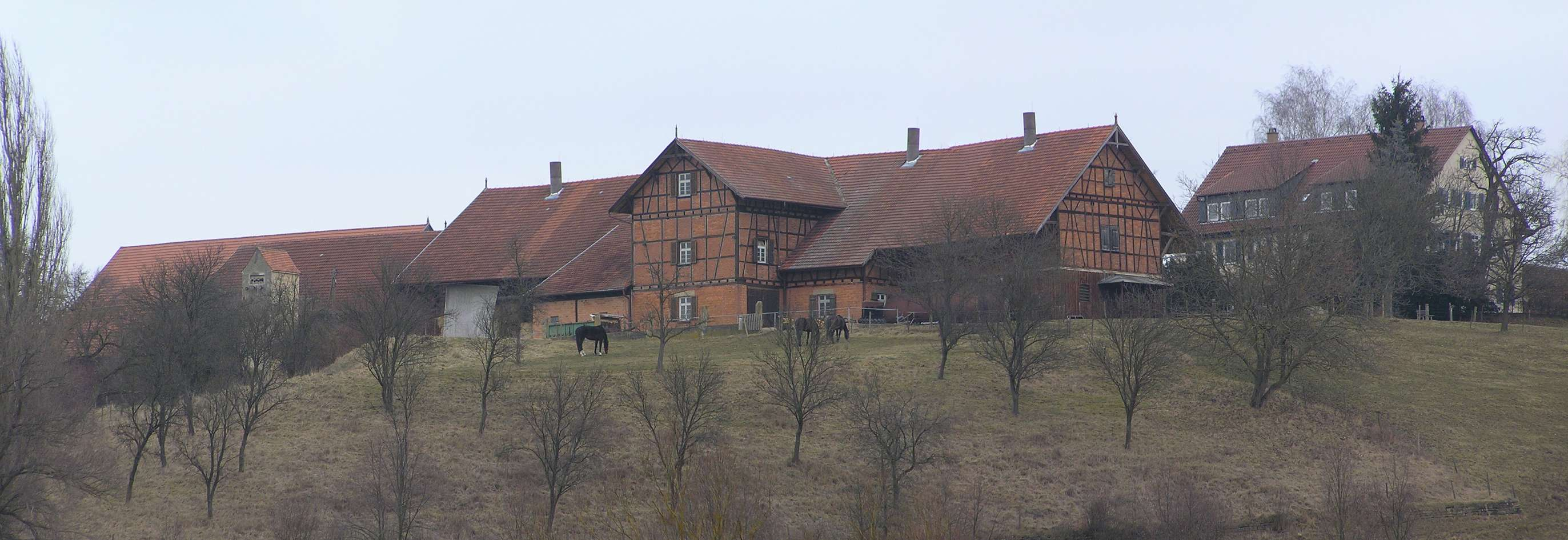
Hofgut Tachenhausen

 Fast auf dem Talgrund unterhalb des Gutshofes befindet sich, räumlich etwas vom geschlossenen Ortsgebiet getrennt, noch die ebenfalls zur Gemeinde gehörende Klostersiedlung.

### Nachbargemeinden
Angrenzende Gemeinden sind reihum die Städte Wendlingen am Neckar im Nordosten, Kirchheim unter Teck sowie eine unbewohnte kleine Exklave von Wendlingen im Osten, Nürtingen im Süden und Südwesten sowie die Gemeinde Unterensingen jenseits des Neckars im Nordwesten, alle ebenfalls im eigenen Landkreis Esslingen.

### Flächenaufteilung
Nach Daten des Statistischen Landesamtes, Stand 2014.

## Geschichte

### Mittelalter
Es ist bisher nicht geklärt, ob Oberboihingen eine eigenständige Gründung oder eine Ausgründung aus Unterboihingen war. Die ersten urkundlichen Erwähnungen beziehen sich auf die Herren von Boihingen (de Buggingen), die im 12. und 13. Jahrhundert den Klöstern Hirsau und Salem Grundstücke schenkten. Eberhard de Buggingen und seine Brüder Erkinbertus und Bertholdus werden Anfang des 12. Jahrhunderts im Codex Hirsaugiensis erwähnt. Der Ort selbst erscheint erstmals 1229 als Bogingin in den Urkunden. Ursprünglich unterstand Boihingen den Herzögen von Teck, die das Gebiet um Nürtingen und damit auch Boihingen 1299 an die Grafen von Württemberg abtraten. Seit 1357 ist eine Teilung in Ober- und Unterboihingen urkundlich nachweisbar. Seit dem 14. Jahrhundert gehörte Boihingen zum württembergischen Amt Nürtingen.

### Neuzeit

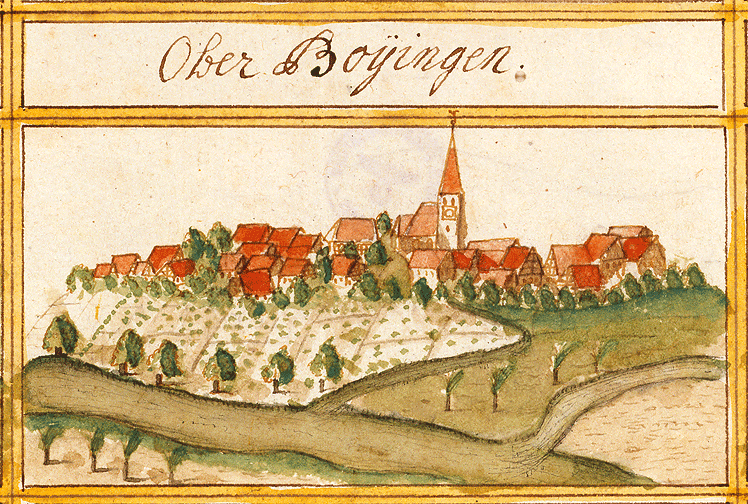
Oberboihingen 1683, Forstlagerbuch von Andreas Kieser

Kurz vor Beginn des Dreißigjährigen Krieges hatte Oberboihingen ungefähr 355 Einwohner, nach dem Krieg lebten noch ca. 125 Einwohner im Ort. Erst 1703 hatte die Bevölkerungszahl mit 333 Einwohnern wieder den Vorkriegsstand erreicht.
Bei der Umsetzung der neuen Verwaltungsgliederung im 1806 gegründeten Königreich Württemberg blieb die Zuordnung zum Oberamt Nürtingen erhalten.
Bei der Kreisreform während der NS-Zeit in Württemberg gelangte Oberboihingen 1938 zum neu umrissenen Landkreis Nürtingen.
Im Zweiten Weltkrieg wurde am 26. November 1944 eine Luftmine auf den Bahnübergang in der Nürtinger Straße abgeworfen. Am 22. April 1945 besetzten Soldaten der 103. amerikanischen Infanteriedivision von Oberboihingen aus die Stadt Nürtingen. Tags zuvor hatten französische Truppen die Vorherrschaft jenseits des Neckars in Oberensingen übernommen.
Der Ort wurde dann jedoch Teil der Amerikanischen Besatzungszone und gehörte somit zum 1945 neu gegründeten Land Württemberg-Baden, das 1952 im jetzigen Bundesland Baden-Württemberg aufging.
1973 erfolgte die Kreisreform in Baden-Württemberg, bei der Oberboihingen zum Landkreis Esslingen kam.

### Tachenhausen

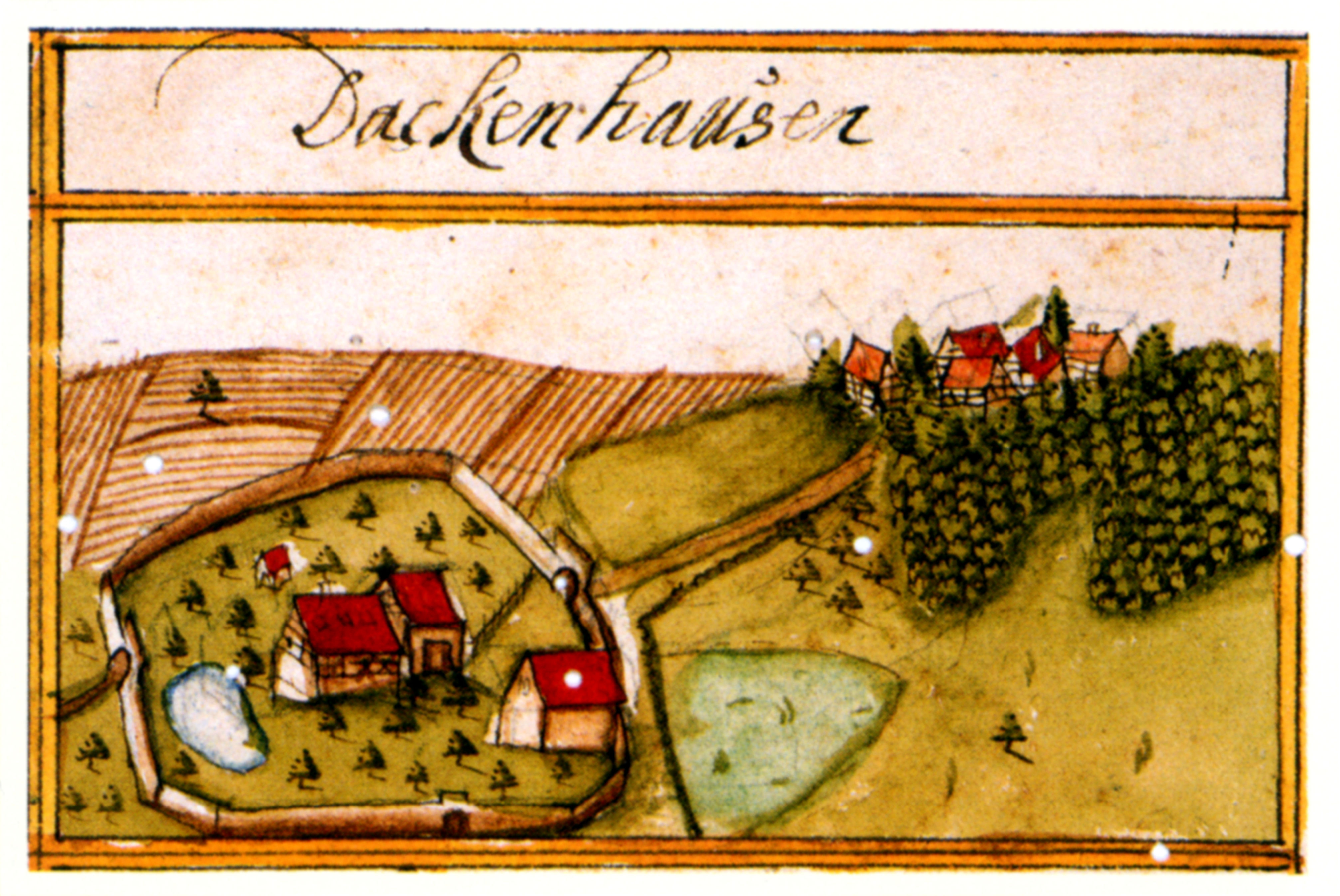
Tachenhausen 1683 im Kieserschen Forstlagerbuch

Tachenhausen war anfangs eine Burg mit einem kleinen Dorf. Sie wurde in der Mitte des 13. Jahrhunderts südlich des heutigen Hofguts erbaut. 1394 wurde unterhalb der damals bereits wieder verfallenen Burg eine Wallfahrtskapelle errichtet. Nach 1460 errichteten die Nürtinger noch ein kleines Spital daneben. 1538 wurden beide, Kirche und Stiftsgebäude, weitgehend abgerissen. Als Andreas Kieser sein Forstlagerbuch zeichnete, war nur noch ungefähr zu erkennen, wo einst das Stift angelegt war.

### Religionen
Seit der Reformation ist Oberboihingen evangelisch geprägt. Die ca. 2370 evangelischen Christen (Stand 2021) bilden eine eigene Kirchengemeinde. Die Gottesdienste werden in der Bartholomäuskirche gefeiert. Eine Zusammenarbeit mit den Nachbarkirchengemeinden Reudern und Zizishausen wird im Rahmen kommender kirchlicher Personalsparmaßnahmen (Pfarrplan 2024) der Evangelischen Landeskirche in Württemberg angestrebt.
Nach der Reformation gab es in Oberboihingen, wie überall im evangelischen Württemberg, keine römisch-katholische Pfarrgemeinde mehr. Erst nach dem Zweiten Weltkrieg nahm die Zahl der katholischen Christen in Oberboihingen wieder deutlich zu, vor allem durch den Zuzug von Heimatvertriebenen aus den ehemals deutschen Ostgebieten. Seit 1964 verfügen auch die Katholiken in Oberboihingen mit der Dreifaltigkeitskirche über ein eigenes Gotteshaus. Organisatorisch sind sie der Gemeinde St. Kolumban aus Unterboihingen unterstellt, die mit der katholischen Pfarrgemeinde Unterensingen–Köngen seit 2001 zu einer Seelsorgeeinheit zusammengefasst ist.
In Oberboihingen gibt es eine neuapostolische Kirchengemeinde, die ebenfalls über ein eigenes Gotteshaus verfügt.

### Einwohnerentwicklung
| Jahr      | 1824 | 1834* | 1861* | 1900* | 1939* | 1946* | 1961  | 1970  | 1991  | 1995  | 2000  | 2005  | 2010  | 2015  | 2020  | 2021  |
| Einwohner | 979  | 983   | 1.050 | 1.208 | 1.855 | 2.304 | 3.039 | 3.810 | 4.947 | 5.171 | 5.385 | 5.385 | 5.387 | 5.469 | 5.583 | 5.635 |

* Quelle 1934 – 1946: Heimatbuch Kreis Nürtingen, 1953

## Politik

### Gemeinderat
Der Gemeinderat in Oberboihingen besteht aus den 14 gewählten ehrenamtlichen Gemeinderäten und dem Bürgermeister als Vorsitzendem. Der Bürgermeister ist im Gemeinderat stimmberechtigt.
Die Kommunalwahl am 9. Juni 2024 führte zu folgendem Endergebnis (mit Vergleichszahlen der Wahl 2019):
| Parteien und Wählergemeinschaften | Parteien und Wählergemeinschaften           | Stimmenanteil 2024 | Sitze 2024 | Ergebnis 2019    |
| UWV                               | Unabhängige Wählervereinigung Oberboihingen | 65,31 %            | 9          | 52,83 %, 7 Sitze |
| BLO                               | Bürgerliste Oberboihingen                   | 34,69 %            | 5          | 47,17 %, 7 Sitze |
| Gesamt                            | Gesamt                                      | 100 %              | 14         | 100 %, 14 Sitze  |
| Wahlbeteiligung                   | Wahlbeteiligung                             | 59,97 %            | 59,97 %    | 60,23 %          |

### Bürgermeister
- 1949–1983 Kurt Maier
- 1983–2007 Helmut Klenk
- 2007–2022 Torsten Hooge
- seit 2023 Ulrich Spangenberg

Bürgermeister ist seit dem 29. März 2023 Ulrich Spangenberg. Er wurde am 22. Januar 2023 bei einer Wahlbeteiligung von 45,2 Prozent mit 85,3 Prozent der Stimmen gewählt. Spangenbergs Vorgänger Torsten Hooge legte sein Amt Ende Oktober 2022 aus gesundheitlichen Gründen nieder.

### Wappen
Blasonierung: „In Silber (Weiß) unter einer liegenden vierendigen schwarzen Hirschstange eine schwarze Wolfsangel.“

### Partnerschaften
Seit 1991 besteht eine innerdeutsche Partnerschaft mit Seebergen in Thüringen.

## Wirtschaft und Infrastruktur

### Wirtschaft

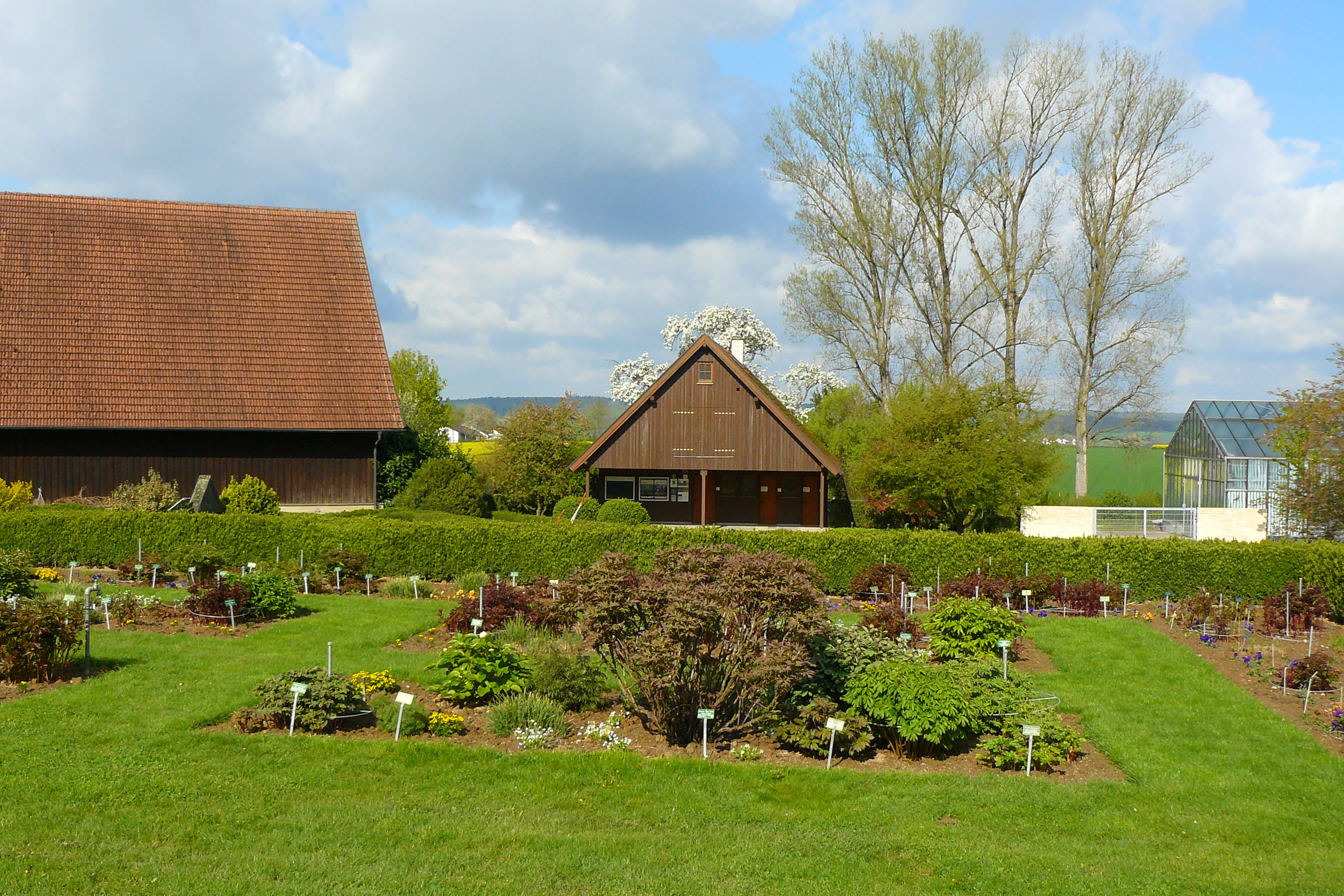
Lehr- und Versuchsgarten Tachenhäuser Hof

In der Vergangenheit war Oberboihingen vor allem landwirtschaftlich geprägt. Noch bis in die 1960er Jahre hinein hatte besonders die Schafhaltung eine hohe Bedeutung für die Gemeinde. In der heutigen Zeit spielen neben einer Reihe von Industrie- und Gewerbebetrieben vor allem Handwerksbetriebe eine große Rolle für die Wirtschaft Oberboihingens. Die größten Arbeitgeber sind heute der Automobilzulieferer BorgWarner ehem. Wahler (Übernahme 1. April 2014) und die Firma Vogel Antriebstechnik sowie Riempp Elektroniktechnik.
Der Tachenhäuser Hof liegt zwar auf Gemarkung Oberboihingen, Eigentümer ist jedoch die Stadt Nürtingen. Das Hofgut dient heute der Hochschule für Wirtschaft und Umwelt Nürtingen-Geislingen als landwirtschaftlicher Lehr- und Versuchsbetrieb. Die sehr gepflegte Gartenanlage lädt zum Spaziergang ein. In den vergangenen Jahren fanden auf dem Gelände umstrittene Freisetzungsversuche mit u. a. gentechnisch veränderten Zuckerrüben und Mais statt, diese wurden jedoch 2008 nach einer Feldbesetzung eingestellt.

### Verkehr

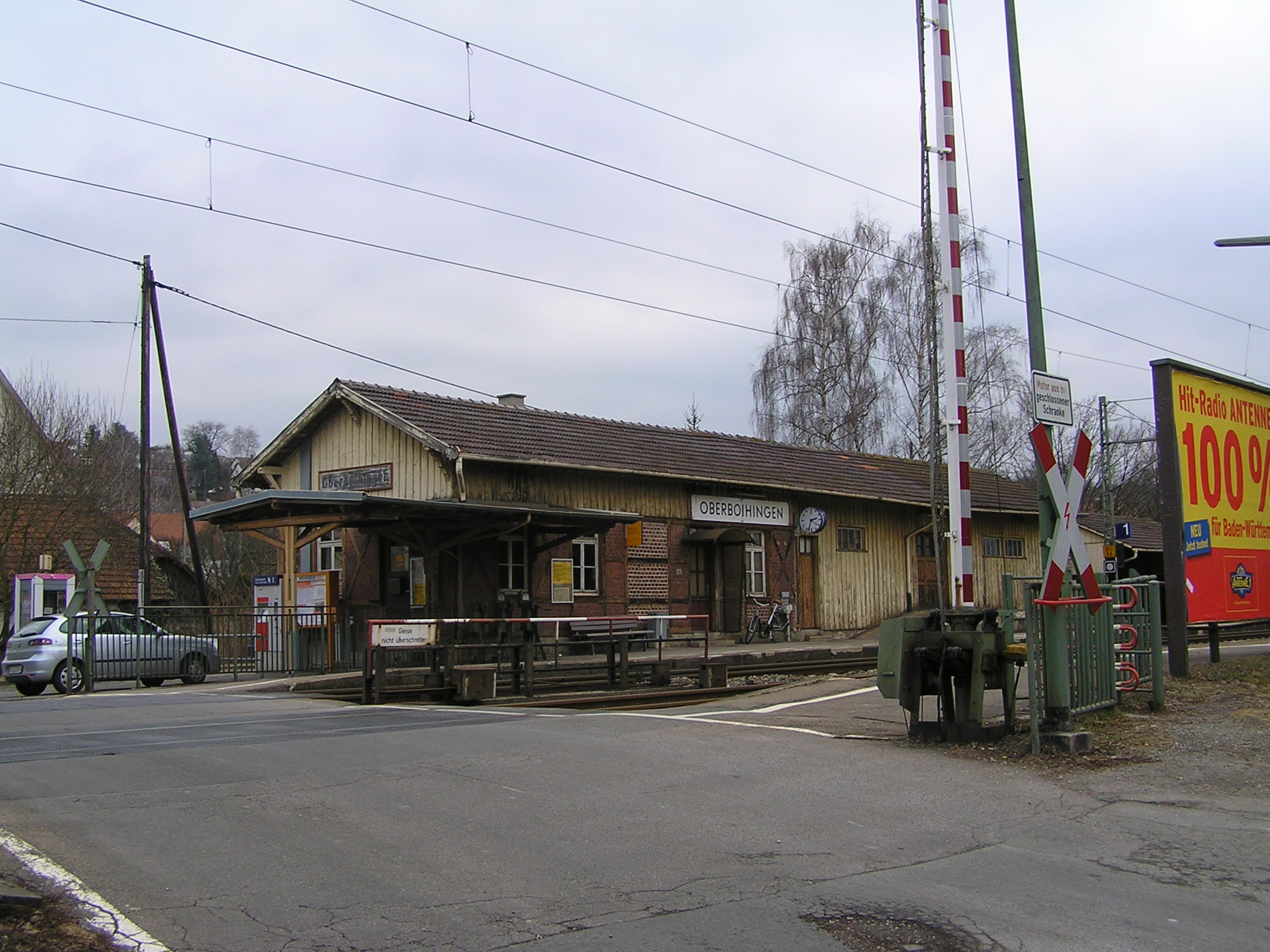
Haltepunkt Oberboihingen

Über einen Haltepunkt an der Bahnstrecke Plochingen–Immendingen ist Oberboihingen an das Eisenbahnnetz angeschlossen. Dieser wird von der Metropolexpresslinie MEX 12 Heilbronn–Stuttgart–Tübingen und einzelnen Züge der Linie MEX 18 Osterburken–Stuttgart–Tübingen bedient.
Eine Besonderheit waren die drei Bahnübergänge im Ortsgebiet. Sie wurden von einem Schrankenwärter mechanisch über eine Kurbel bedient. Dies war der letzte Schrankenposten in Baden-Württemberg. Die Bahnübergänge wurden am 21. Mai 2012 durch eine Unterführung ersetzt und der Schrankenposten aufgelassen.
Die OVK-Buslinie 196 verbindet Oberboihingen (drei Haltestellen im Ort) mit Wendlingen und Nürtingen.
Die Bundesautobahn 8 Stuttgart–Ulm verläuft wenige Kilometer nördlich von Oberboihingen. Über die Anschlussstellen Wendlingen (55) und Kirchheim/Teck–West (56) ist sie in wenigen Minuten zu erreichen.
Bis zum Flughafen Stuttgart sind es über die A 8 ca. 15 bis 20 Minuten.
Der Neckar spielt für Oberboihingen verkehrstechnisch keine Rolle. Erst ab Plochingen, ca. 10 km flussabwärts, ist er zu einem Binnenschifffahrtskanal ausgebaut und wird von dort ab von Frachtschiffen zum Gütertransport genutzt.
Über eine Alltagsradroute aus dem Radnetz Baden-Württemberg ist Oberboihingen ǘber Wendlingen mit Plochingen und in der anderen Richtung mit Nürtingen verbunden. 
Links des Neckars verläuft der Neckartal-Radweg, ein Radfernweg von Villingen-Schwenningen nach Mannheim, dem Ort entlang. Der Württemberger Weinradweg verläuft von Rottenburg am Neckar nach Niederstetten. Bei Oberboihingen ist er mit dem Neckartal-Radweg identisch.
Ein knapp 12 km langer Rundwanderweg um Oberboihingen lädt ein, die Oberboihinger Gemarkung zu entdecken und manchen reizvollen Ausblick zu genießen. Ein Informationsstand wurde am Sportplatzgelände aufgestellt, wo sich die Wanderer anhand einer Karte eine Übersicht über den Rundweg verschaffen und über die Entwicklung der Gemeinde informieren können.

### Bildungseinrichtungen
Oberboihingen verfügt mit der Kirchrainschule über eine Grundschule, die ehemals auch Haupt- und Werkrealschule war. Außerdem gibt es vier kommunale Kindergärten. Weiterführende Schulen befinden sich in den benachbarten Städten Wendlingen und Nürtingen.
Die Behindertenförderung Leben inklusiv betreibt eine Werkstatt für Menschen mit Behinderungen sowie eine stationäre Wohneinrichtung in Oberboihingen.

## Kultur und Sehenswürdigkeiten

### Bauwerke

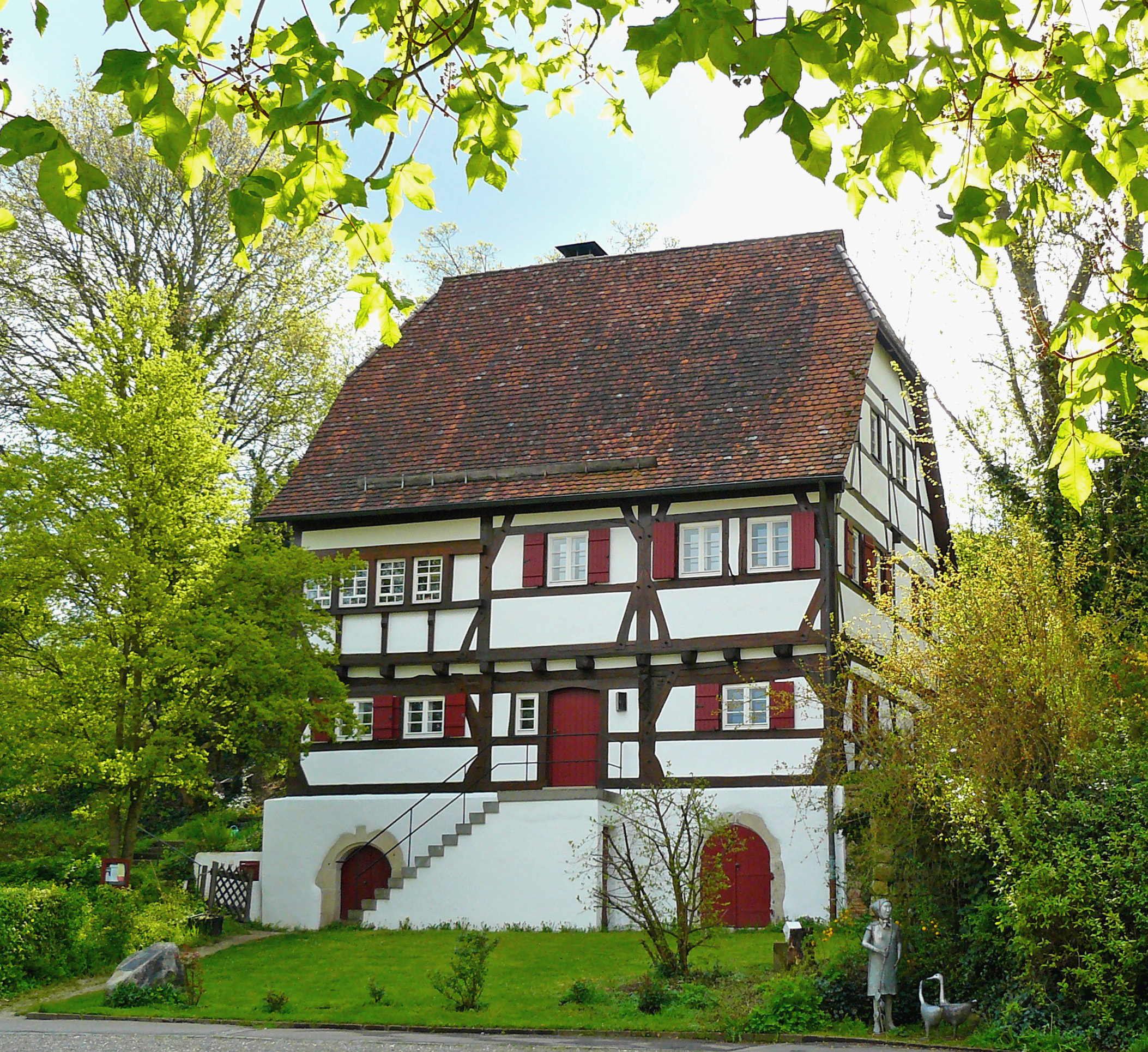
Evangelisches Pfarrhaus Hohentwiel

Eine besondere Sehenswürdigkeit Oberboihingens ist das alte evangelische Pfarrhaus Hohentwiel von 1467. Es handelt sich dabei um das älteste Pfarrhaus im Landkreis Esslingen.
Ebenfalls sehenswert und besonders bei Eisenbahnfreunden beliebt ist der Bahnhof, der bis ins Jahr 2012 als letzter in Baden-Württemberg noch über eine von Hand betriebene Schrankenanlage verfügte.

### Regelmäßige Veranstaltungen
Weithin bekannt ist der Oberboihinger Weihnachtsmarkt, der traditionell am ersten Adventswochenende ebenfalls auf dem Dorfplatz abgehalten wird. Höhepunkt des ausgeprägten Gemeinschaftslebens ist das Oberboihinger Dorffest, das alle zwei Jahre am letzten Wochenende vor den Sommerferien von den in der Dorffestgemeinschaft zusammengeschlossenen Vereinen, Kirchen und Institutionen veranstaltet wird. Zudem gibt es jährlich ein Pastafest und etliche weitere Festivitäten, die über das Jahr verteilt, meist auf dem Dorfplatz, stattfinden. 

## Persönlichkeiten

### Söhne und Töchter der Gemeinde
- Gaby Rohr (* 18. Januar 1985), Tischtennisspielerin, u. a. 8-fache Europameisterin und 4-fache deutsche Doppelmeisterin mit Meike Rohr.
- Meike Rohr (* 18. Januar 1985), Tischtennisspielerin, u. a. 5-fache Europameisterin und 4-fache deutsche Doppelmeisterin mit Gaby Rohr.
- Claudio Mack (* 1988), Kart-GP1-Weltmeister (Dubai 2006)

### Personen die vor Ort wirk(t)en
- Eduard Mörike (1804–1875), Lyriker der Schwäbischen Schule, Erzähler und Übersetzer, lebte 1826 ein halbes Jahr in Oberboihingen.
- Petra Durst-Benning (* 1965), Schriftstellerin, lebte und arbeitete in Oberboihingen.